# Waldemar Fornalik
Waldemar Fornalik (Myślenice, 1963. április 11. –) lengyel labdarúgó, edző. 2022 óta a Zagłębie Lubin vezetőedzője.

## Pályafutása

### Labdarúgóként
Fornalik a lengyelországi Myślenice városában született.
Pályafutása során a Ruch Chorzów együttesénél játszott.

### Edzőként
Fornalik 1996-ban a Polonia Bytom edzője volt. 2001 és 2012 között az Odra Wodzisław, a Polonia Warszawa a GKS Bełchatów II, a Widzew Łódź, a Ruch Chorzów, illetve kétszer a Górnik Zabrze csapatánál töltött be edzői pozíciókat. 2012-ben a lengyel válogatott szövetségi kapitánya lett. 2014-ben visszatért a Ruch Chorzówhoz. 2017-ben a Piast Gliwicéhez igazolt. A klubbal a 2018–19-es szezonban megszerezte az Ekstraklasa bajnoki trófeáját. 2022-ben a Zagłębie Lubinhoz írt alá.

## Sikerei, díjai

### Edzőként
Piast Gliwice
- Ekstraklasa
  - Bajnok (1): 2018–19